# Oliver Twist
Oliver Twist é um romance de Charles Dickens que relata as aventuras e desventuras de um rapaz órfão. É um dos romances onde o autor trata do fenômeno da delinquência provocada pelas condições precárias da sociedade inglesa da época. Foi o primeiro romance inglês protagonizado por uma criança e é considerado uma obra prima da literatura inglesa.  
No Brasil, a tradução oficial foi iniciada por Machado de Assis, em 1870. Este livro começou a tradução a partir da versão francesa ao invés da versão original, e decidiu resumir ou retirar passagens da obra, não completando-a por motivo desconhecido, parando no capítulo 28 (do total de 53), e lamentou não poder mais continuar a tradução. Logo a Editora Hedra, que desejava publicar a versão brasileira, deu continuidade ao trabalho com Ricardo Lísias.

## Enredo
Oliver Twist foi bastante infeliz, pois a sua mãe morreu no parto, numa casa de correção, em meados do século XIX. Protegido pela orfandade de Paróquia de São Pedro, ele foi transferido de volta para casa de correção quando tinha quase dez anos. Depois de ser juntado ao resto dos meninos que morriam de fome, Oliver foi sorteado para pedir mais mingau de aveia. Desesperado de fome e despreocupado com a miséria, Oliver cumpre a sua parte do acordo e pede mais. Foi expulso da casa de correção pelos seus 'gentis' benfeitores, retomando o serviço como aprendiz de comércio. 

Oliver resolve fugir depois de um tratamento cruel profundo, e encontra-se no caminho longo e difícil para Londres. Oliver considera-se afortunado por encontrar um estranho ao longo do caminho, John Dawkins, que lhe oferece comida e um lugar para ficar em Londres. John informa Oliver que ele é mais conhecido como "the Artful Dodger'" ou "Matreiro", um jovem protegido de um cavalheiro idoso, um judeu conhecido como Fagin, um velho anarquista que treina ladrões (é um ladrão também). Oliver acompanha dois dos seus novos colegas enquanto eles roubavam o lenço de um cavalheiro velho e respeitável, descobrindo, para seu horror, que tinha se envolvido ingenuamente com um bando de batedores de carteira. Abandonado pelos companheiros que correram em alta velocidade, é capturado e suspeito de ser o ladrão, sendo trazido ante o magistrado. A vítima do roubo, Mr. Brownlow, tem pena de Oliver, até porque não está completamente seguro de que foi o menino que tomou seu lenço em primeiro lugar. Sem vontade de apresentar queixa judicial, Mr. Brownlow persuade o magistrado a soltar Oliver. 

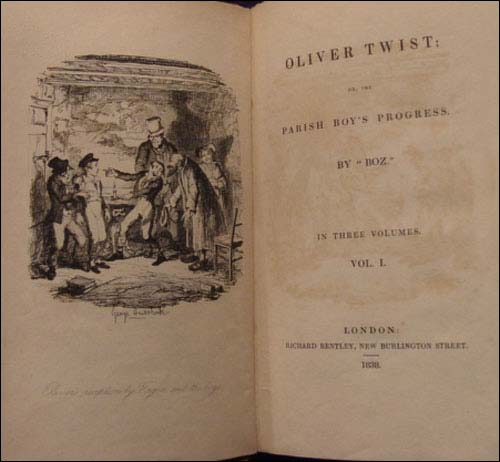
Oliver Twist, edição de 1838.

 A noite passada na cela e o trauma da audiência foram provações muito grandes para a constituição frágil de Oliver e ele contrai uma febre. Oliver desperta muitos dias depois para encontrar-se numa cama confortável, na residência extremamente rica de Mr. Brownlow em Pentonville. A situação de Oliver não estava claramente muito melhor, mas o velho Judeu, Fagin, apoquentado que a informação quanto à natureza e o paradeiro da sua operação fosse relatada à polícia, conspira para levar Oliver para longe da sua nova casa. Fagin recruta o seu maldoso cúmplice, o ladrão Bill Sikes, que por sua vez usa a sua namorada Nancy para raptar Oliver enquanto ele está na rua levando um recado por ordem de Mr. Brownlow. Por trás do engajamento de Fagin, Oliver é agora pressionado a participar nos roubos como o assistente de Bill Sikes. 
O seguinte roubo não decorre conforme foi planejado, e Oliver é ferido. Cansada da sua vida triste, uma arrependida Nancy tenta reparar os seus erros, organizando para que o maltratado Oliver possa ser reunido com Mr. Brownlow. Infelizmente, a conspiração chama à atenção de Fagin, que novamente tenta assegurar do seu instinto de autopreservação, traindo-a com Bill Sikes. Fagin espera que uma surra severa dada por Bill persuadirá Nancy a abandonar o plano de libertar Oliver e ficar quieta a respeito de qualquer atividade ilegal, mas tragicamente para Nancy, Bill a mantém calada do seu jeito. Pedindo por sua vida, Nancy é espancada até à morte. O assassinato é descoberto e começa uma perseguição a Sikes, que vai ao esconderijo, mas é denunciado por um menino dos batedores de carteira. Perseguido por uma multidão através dos telhados, Sikes distrai-se quando tenta fugir, e cai, pendurado com uma corda em volta do seu pescoço. Detido como cúmplice de Sikes, Fagin é condenado pelo tribunal e sofre o mesmo destino. Felizmente para Oliver, Mr. Brownlow e ele são reunidos e Oliver é adotado como seu filho.

## Personagens
- Oliver Twist – o personagem principal (vítima das agressões).
- Fagin – Um velho delinquente que treina e ensina jovens a serem ladrões.(um ladrão).
- Bill Sikes – Um ladrão violento, o chefe de Fagin.
- John Dawkins (Dodger ou Matreiro) e Charley Bates – Garotos ladrões de 15 anos, aprendizes de Fagin e muito amigos um do outro.
- Nancy – Garçonete e namorada de Bill.
- Betsy – Uma ladra de Fagin e amiga de Nancy.
- Noé Claypole – Aprendiz do Mr Sowerberry.
- Sr. Brownlow – Um senhor, grande amigo de Oliver.
- Edward Leeford ou Monks – Meio irmão de Oliver.
- Rose Maylie/Fleming – Filha adotada da Sra. Maylie, é irmã da falecida Agnes Fleming.
- Sr. Bumble – Bedel responsável pela inspeção de orfanatos e asilos.
- Sr. Sowerberry – Agente funerário.
- Sra. Sowerberry – Mulher do Sr. Sowerberry.
- Charlotte – Empregada da Sra. Sowerberry e namorada de Noé.
- Gamfield – Um limpador de chaminés.
- Sra. Bedwin  – Uma empregada do Sr. Brownlow. Gosta muito de Oliver.
- Sra. Maylie  – Mãe adotiva de Rose Fleming.
- Sra. Corney  – Empregada de Sally Thingummy.
- Sra. Thingummy  – Anciã que morreu antes do final, sabia o segredo dos pais de Oliver e o contou para a Sra. Corney.
- Sr. Grimwig  – Amigo do Sr .Brownlow. Não acha Oliver muito confiável.
- Toby Crackit  – O parceiro de Bill Sikes.
- Jack Dawkins – amigo de Oliver.

## Cinema
O livro foi, por diversas vezes, adaptado ao cinema. Destaca-se a adaptação de David Lean de 1948, que fizera o mesmo com o livro Grandes Esperanças e David Copperfield, também de Dickens, a versão da Disney  de 1988, intitulada Oliver e sua Turma, e uma versão de Roman Polanski, lançada nos cinemas em 2005.

## Banda Desenhada
O livro foi adaptado, por diversas vezes, à banda desenhada. A obra que consta da coleção Les Grands Classiques de la littérature en bande dessinée, editada em França pela Glénat, foi publicada no Brasil e em Portugal, tendo como autores Philippe Chanoinat e David Cerqueira.